# Helicolestes hamatus
Helicolestes hamatus là một loài chim trong họ Accipitridae.